# Aciredukton dioksigenaza (Fe(2+))
'Aciredukton dioksigenaza (2+) (EC 1.13.11.54, ARD, 2-hidroksi-3-keto-5-tiometilpent-1-en dioksigenaza (nespecifična), aciredukton dioksigenaza (nespecifična), E-2, E-3 dioksigenaza) je enzim sa sistematskim imenom 1,2-dihidroksi-5-(metiltio)pent-1-en-3-one:kiseonik oksidoreduktaza (formira format). Ovaj enzim katalizuje sledeću hemijsku reakciju
1,2-dihidroksi-5-(metiltio)pent-1-en-3-on + O2 {\displaystyle \rightleftharpoons } 4-(metiltio)-2-oksobutanoat + format
Ovaj enzim sadrži gvožđe(II). Ako je Ni2+ vezan umesto gvožđa(II), on katalizuje reakciju enzima EC 1.13.11.53, acireduktonske dioksigenaza.

## Literatura
- Nicholas C. Price; Lewis Stevens (1999). Fundamentals of Enzymology: The Cell and Molecular Biology of Catalytic Proteins (Third изд.). USA: Oxford University Press. ISBN 019850229X.
- Eric J. Toone (2006). Advances in Enzymology and Related Areas of Molecular Biology, Protein Evolution (Volume 75 изд.). Wiley-Interscience. ISBN 0471205036.
- Branden C; Tooze J. Introduction to Protein Structure. New York, NY: Garland Publishing. ISBN 0-8153-2305-0.
- Irwin H. Segel. Enzyme Kinetics: Behavior and Analysis of Rapid Equilibrium and Steady-State Enzyme Systems (Book 44 изд.). Wiley Classics Library. ISBN 0471303097.

## Spoljašnje veze
- Acireductone+dioxygenase+iron(II) на 